# Habrotrocha ampulla
Habrotrocha ampulla är en hjuldjursart som beskrevs av Murray 1911. Habrotrocha ampulla ingår i släktet Habrotrocha och familjen Habrotrochidae. Inga underarter finns listade i Catalogue of Life.